# Selenisa agna
Selenisa agna là một loài bướm đêm trong họ Erebidae.